# 小湊隆延
小湊 隆延（こみなと たかのぶ、1970年12月17日 - ）は、長野県須坂市出身の元サッカー選手、サッカー指導者。

## 来歴
選手時代は長工クラブ、長野エルザサッカークラブでプレー。1999年に現役を引退。
翌2000年から2005年にかけて長野エルザで監督を務めた。AC長野パルセイロへクラブ名が変更された2007年からは、普及部やジュニアユースのコーチを歴任。2010年、トップチームのコーチに就任した。
2013年より、長く在籍した長野を離れてFC琉球のヘッドコーチに就任。
2016年には、湘南ベルマーレのスカウト担当部長に就任した。
2018年、湘南ベルマーレと提携を結んでいる産業能率大学サッカー部の監督に就任。

## 所属クラブ
- 1983年 - 1985年 須坂市立墨坂中学校
- 1986年 - 1988年 長野県長野工業高等学校
- 1989年  長工クラブ
- 1990年 - 1999年  長野エルザサッカークラブ

## 指導歴
- 2000年 - 2005年  長野エルザサッカークラブ 監督
- 2007年 - 2012年  AC長野パルセイロ
  - 2007年 サッカースクール コーチ
  - 2008年 ジュニアユースU-13 コーチ兼アカデミーマスター
  - 2009年 ジュニアユースU-15 コーチ兼アカデミーマスター
  - 2010年 - 2012年 トップチーム コーチ
- 2013年 - 2015年  FC琉球 ヘッドコーチ
- 2016年 - 2017年  湘南ベルマーレ
  - 2016年 スカウト担当部長
  - 2017年 トップチーム コーチ
- 2018年 - 産業能率大学サッカー部 監督

## 監督成績
| 年度 | 所属      | クラブ | リーグ戦 | リーグ戦 | リーグ戦 | リーグ戦 | リーグ戦 | リーグ戦 | カップ戦   | カップ戦 |
| 年度 | 所属      | クラブ | 順位     | 勝点     | 試合     | 勝       | 分       | 敗       | ナビスコ杯 | 天皇杯   |
| ---- | --------- | ------ | -------- | -------- | -------- | -------- | -------- | -------- | ---------- | -------- |
| 2000 | 長野県1部 | 長野   | 優勝     |          |          |          |          |          | -          | -        |
| 2001 | 北信越    | 長野   | 6位      | 7        | 8        | 2        | 1        | 5        | -          | -        |
| 2002 | 北信越    | 長野   | 優勝     | 26       | 9        | 9        | 0        | 0        | -          | -        |
| 2003 | 北信越    | 長野   | 2位      | 33       | 14       | 10       | 3        | 1        | -          | -        |
| 2004 | 北信越1部 | 長野   | 3位      | 28       | 14       | 9        | 1        | 4        | -          | 2回戦    |
| 2005 | 北信越1部 | 長野   | 優勝     | 36       | 14       | 12       | 0        | 2        | -          | -        |